# Legații
Legații este o comedie românescă, în regia lui Iura Luncașu, care poate fi vizionată exclusiv pe Netflix. Din distribuție fac parte Andrei Tiberiu Maria (Smiley) , Augustin Viziru, Ștefan Sprianu (Speak), Cristina Ștefania Codreanu, Nicoleta Janina Ghinea (Nicole Cherry), Skizzo Skillz, David Ioniță (KEED), George Iulian Luca (LU-K Beats), Cătălin Guță (Super Ed), Darius Vlad Crețan (NOSFE) și alții. 
„Legații” spune povestea unui grup de IT-iști care ajunge la munte, toți fiind pregătiți pentru un weekend specific corporatiștilor. După o noapte în care petrec, aceștia află la micul dejun, de la Răzvan, CEO-ul companiei, că de data asta urmează să facă ceva aparte. Mai exact, să plece într-o drumeție de 24 de ore pe un traseu de munte, însă nu oricum, ci legați între ei cu o sfoară. Obiectivul este să ducă la capăt acest experiment, fără ca cineva să se dezlege. Chiar dacă sună provocator, unii protestează, dar până la urmă își iau minimul necesar în rucsac, se leagă la o distanță de doi metri între ei și pleacă la drum. 

## Rezumat
O echipă a unei companii de top din industria de gaming pleacă într-un teambuilding. Angajații ajung din fața computerelor la munte. Fără a fi echipați corespunzător pentru drumeții în mijlocul naturii și fără să știe care-s, de fapt, regulile jocului. Niciunul nu a venit pregătit pentru munte, însă pe toți îi irită prezența acolo.
După prima noapte în care petrec dincolo de limita lor de rezistență, la micul dejun află toți de la Răzvan, directorul executiv al companiei, că urmează să aibă parte de ceva special. Mai exact, să plece într-o drumeție de 24 de ore pe un traseu de munte. Nu oricum, ci legați între ei cu o sfoară. Obiectivul lor este să ducă la capăt acest experiment, fără să se dezlege.
Chiar dacă sună provocator, unii protestează, dar până la urmă își iau rucsacurile, care au fost pregătite de Răzvan cu minimul necesar pentru a rezista 24 de ore, se leagă la o distanță de doi metri între ei și pleacă la drum. Traseul se dovedește a fi ceea ce spera Răzvan să fie atunci când i-a venit ideea: triggerul echipei.
Fiind obligați să stea legați timp de 24 de ore ajung să treacă prin momente dificile. Odată ce intervine oboseala încep să iasă la iveală tot felul de lucruri nespuse până atunci. Amantlâcuri, tensiuni legate de serviciu, nemulțumiri, răzbunări și tot așa. Se creează premisele unei mari nereușite, doar că până la urmă au parte de cea mai frumoasă experiență din viața lor, ajungând împreună la punctul de sosire. Legați și dezlegați în același timp.

## Distribuție
- Andrei Tiberiu Maria (Smiley) - Răzvan
- Augustin Viziru – Cornel
- Ștefan Sprianu (Speak) - Blondu’
- Cristina Ștefania Codreanu - Ioana
- Nicoleta Janina Ghinea (Nicole Cherry) - Greta
- Skizzo Skillz - Ionuț
- David Ioniță (KEED) - Mihnea
- George Iulian Luca (LU-K Beats) - Horațiu
- Cătălin Guță (Super Ed) - Matei
- Darius Vlad Crețan (NOSFE) - Tudor
- Daria Pentelie - Mihaela
- Tatiana Șelaru - Ana
- Mădălina Mihaela Crețan - Karina
- Amelia Anghel - Bela
- Andrada Popa - Alexandra
- Bianca Mircescu - Bianca
- Ioan Cristinel Ducaru – Angajat cabană
- Sergiu Necula - Pădurar

## Literatură
- OK Magazine (31 martie 2020). „Cum a devenit cunoscută Ștefania, iubita lui Speak? A plecat din Galați și a "gustat" celebritatea la București”. Accesat în 16 martie 2022.
- Andrei Crăițoiu (31 iunie 2021). „Povestea lui Keed, de la vândut ziare în Danemarca la „Chefi la Cuțite": „Am crescut numai în medii în care mi se zicea «nu poți să faci»"”. Accesat în 16 martie 2022. Verificați datele pentru: |date= (ajutor)
- Soție de artist (11 septembrie 2017). „Relația mea cu Guță!”. Accesat în 16 martie 2022.